# とびっきり、青春
『とびっきり、青春』（とびっきり、せいしゅん）は、TBS系列「ドラマ30」枠にて1993年2月1日〜4月2日に放送された昼ドラマである。中部日本放送（CBC）制作。全45話。

## キャスト
- 水沢より子(蘭子)　-　淡島千景
- 東千代之介
- 野村昭子
- 七尾伶子
- 高品格
- 平泉成
- 下元勉

## スタッフ
- 脚本 - 小林政広
- 演出 - 佐藤浩二
- 制作 - 中部日本放送